# Martin Nečas
Pour les articles homonymes, voir Nečas.
Martin Nečas (né le 15 janvier 1999 à Nové Město na Moravě en République tchèque) est un joueur tchèque de hockey sur glace. Il évolue au poste de centre pour les Hurricanes de la Caroline.

## Biographie
Lors du Repêchage d'entrée dans la LNH 2017, Nečas est sélectionné par les Hurricanes de la Caroline au 1er tour, 10e choix au total. Deux semaines plus tard, il signe un contrat d'entrée de trois ans avec les Hurricanes.
Il joue son premier match dans la LNH le 17 octobre 2017 dans une victoire de 5-3 face aux Oilers d'Edmonton. C'est d'ailleurs son seul match de la saison avec les Hurricanes puisqu'il est envoyé en Tchéquie avec le HC Kometa Brno pour poursuivre son développement.
Nečas amorce sa saison 2018-2019 avec les Hurricanes dans la LNH. Le 16 octobre 2018, il compte son premier but dans la LNH dans une défaite de 4-2 face au Lightning de Tampa Bay. Après avoir récolté un but et une passe décisive en sept matchs, il est rétrogradé au club-école des Hurricanes, les Checkers de Charlotte. L'année suivante, il commence à nouveau la saison avec les Hurricanes mais cette fois, c'est pour y rester.
Le 9 août 2022, il signe un contrat de deux ans avec les Hurricanes, lui rapportant 6 millions $. À sa première année de contrat, il termine la saison en tête de l'équipe avec 71 points. Le 29 juillet 2024, il signe un autre contrat de deux ans avec les Hurricanes.
Nečas est impliqué dans une transaction majeure à trois équipes le 24 janvier 2025. Les Hurricanes l’échangent à l’Avalanche du Colorado en compagnie de Jack Drury, d’un choix de 2e tour en 2025 et d’un choix de 4e tour en 2026. Mikko Rantanen prend le chemin inverse mais les Blackhawks de Chicago retiendront 50% de son salaire. Ensuite, les Blackhawks envoient Taylor Hall et l’espoir Nils Juntorp aux Hurricanes et ceux-ci renvoient un choix de 3e tour à Chicago.

## Statistiques
| Saison     | Équipe                    | Ligue         |     | Saison régulière | Saison régulière | Saison régulière | Saison régulière | Saison régulière |    | Séries éliminatoires | Séries éliminatoires | Séries éliminatoires | Séries éliminatoires | Séries éliminatoires |
| Saison     | Équipe                    | Ligue         | PJ  | B                | A                | Pts              | Pun              | PJ               | B  | A                    | Pts                  | Pun                  |                      |                      |
| 2013-2014  | SKLH Žďár nad Sázavou U16 | Extraliga U16 | 36  | 29               | 29               | 58               | 14               | -                | -  | -                    | -                    | -                    |                      |                      |
| 2014-2015  | SKLH Žďár nad Sázavou U16 | Extraliga U16 | 25  | 24               | 47               | 71               | 10               | -                | -  | -                    | -                    | -                    |                      |                      |
| 2014-2015  | HC Kometa Brno U16        | Extraliga U16 | 9   | 8                | 12               | 20               | 4                | 4                | 4  | 5                    | 9                    | 2                    |                      |                      |
| 2014-2015  | HC Kometa Brno U18        | Extraliga U18 | 4   | 1                | 2                | 3                | 4                | -                | -  | -                    | -                    | -                    |                      |                      |
| 2015-2016  | HC Kometa Brno U18        | Extraliga U18 | 18  | 9                | 21               | 30               | 14               | 10               | 4  | 11                   | 15                   | 6                    |                      |                      |
| 2016-2017  | HC Kometa Brno U20        | Extraliga U20 | 1   | 1                | 2                | 3                | 4                | -                | -  | -                    | -                    | -                    |                      |                      |
| 2016-2017  | HC Kometa Brno            | Extraliga     | 41  | 7                | 8                | 15               | 6                | 10               | 4  | 0                    | 4                    | 8                    |                      |                      |
| 2016-2017  | SK Horácká Slavia Třebíč  | 1.liga        | -   | -                | -                | -                | -                | 1                | 0  | 0                    | 0                    | 0                    |                      |                      |
| 2017-2018  | Hurricanes de la Caroline | LNH           | 1   | 0                | 0                | 0                | 0                | -                | -  | -                    | -                    | -                    |                      |                      |
| 2017-2018  | HC Kometa Brno            | Extraliga     | 24  | 9                | 8                | 17               | 6                | 14               | 4  | 5                    | 9                    | 6                    |                      |                      |
| 2018-2019  | Hurricanes de la Caroline | LNH           | 7   | 1                | 1                | 2                | 2                | -                | -  | -                    | -                    | -                    |                      |                      |
| 2018-2019  | Checkers de Charlotte     | LAH           | 64  | 16               | 36               | 52               | 36               | 18               | 5  | 8                    | 13                   | 6                    |                      |                      |
| 2019-2020  | Hurricanes de la Caroline | LNH           | 64  | 16               | 20               | 36               | 20               | 8                | 1  | 3                    | 4                    | 0                    |                      |                      |
| 2020-2021  | Hurricanes de la Caroline | LNH           | 53  | 14               | 27               | 41               | 10               | 11               | 2  | 3                    | 5                    | 0                    |                      |                      |
| 2021-2022  | Hurricanes de la Caroline | LNH           | 78  | 14               | 26               | 40               | 32               | 14               | 0  | 5                    | 5                    | 0                    |                      |                      |
| 2022-2023  | Hurricanes de la Caroline | LNH           | 82  | 28               | 43               | 71               | 32               | 15               | 4  | 3                    | 7                    | 2                    |                      |                      |
| 2023-2024  | Hurricanes de la Caroline | LNH           | 77  | 24               | 29               | 53               | 42               | 11               | 4  | 5                    | 9                    | 0                    |                      |                      |
| Totaux LNH | Totaux LNH                | Totaux LNH    | 362 | 97               | 146              | 243              | 138              | 59               | 11 | 19                   | 30                   | 2                    |                      |                      |

### En équipe nationale
| Année | Équipe                 | Compétition                  |   | PJ | B | A  | Pts | Pun           |  | Résultat |
| 2015  | République tchèque U17 | Défi mondial -17 ans         | 5 | 4  | 1 | 5  | 4   | 7e place      |  |          |
| 2016  | République tchèque U18 | Mémorial Ivan Hlinka         | 4 | 2  | 4 | 6  | 2   | Médaille d'or |  |          |
| 2017  | République tchèque U20 | Championnat du monde junior  | 5 | 1  | 2 | 3  | 2   | 6e place      |  |          |
| 2017  | République tchèque U18 | Championnat du monde -18 ans | 5 | 0  | 3 | 3  | 4   | 7e place      |  |          |
| 2018  | République tchèque U20 | Championnat du monde junior  | 7 | 3  | 8 | 11 | 0   | 4e place      |  |          |
| 2018  | Tchéquie               | Championnat du monde         | 7 | 3  | 2 | 5  | 0   | 7e place      |  |          |
| 2019  | République tchèque U20 | Championnat du monde junior  | 5 | 1  | 3 | 4  | 18  | 4e place      |  |          |
| 2024  | Tchéquie               | Championnat du monde         | 5 | 1  | 6 | 7  | 2   | Médaille d'or |  |          |

## Trophées et honneurs personnels

### Ligue américaine de hockey
- 2018-2019 : vainqueur de la coupe Calder avec les Checkers de Charlotte

### Championnat du monde
- 2024 : champion du monde avec la Tchéquie